# Малая Скатовка
Малая Скатовка — хутор в Саратовском районе Саратовской области России. С 1 января 2022 года входит в состав городского округа Саратова.

## История хутора
Этот хутор, основан немецкими поселенцами. Найденные артефакты, монеты XVIII века, свидетельствуют о наличии в этих местах устойчивых торговых путей вдоль Волги в Центр. На полях в Малой Скатовке до сих пор обнаруживаются ямы от погребов и подвалов давно разрушенных глинобитных домов. Программа переселения действовавшая в конце пятидесятых годов прошлого века обязывала произвести укрупнения поселений всех жителей хуторов 44 – 46. Их переместили на то место, где сейчас располагается Малая Скатовка. В архивных документах есть свидетельства о создании в 1932 году колхоза в хуторе Малая Скатовка, тогда это была территория Ягодно-Полянского района.
В 1944 году, основываясь на данные сторожил, в хуторе было всего 10-15 домов и саманная конторка. На 200 гектар пахотной земли – 2 колёсных и 1 гусеничный трактор. Лошадей тоже было мало, работали на быках. За продуктами населению приходилось преодолевать 16 километров, в город, в Елшанку.
На окраине хутора в годы войны размещалась зенитная батарея, охранявшая областной центр от налётов фашистов.
В 1955 году был сооружён медицинский пункт. Затем появились баня и детский садик. Школа была в здании с одной комнатой. До этого ходили в учебное заведение в село Широкое.
В 1964 году создан совхоз Приволжский, а через 8 лет местное хозяйство реорганизовано и стало подсобным от Мингазпрома. В 1970 году появился магазин, была выстроена новая кантора, библиотека. В 1980-е годы появились теплицы, мастерская и котельная. Хутор газифицировали, проложили дорогу до города. Активное строительство продолжалось до 1992 года.
В 1990-е годы население хутора удвоилось, сюда прибыли вынужденные переселенцы, которые своими силами выстроили новую улицу. Хозяйство перестало существовать. Но энтузиазм отдельных фермеров Шишкина А.Н. и Аракеляна П. не позволили местным земельным угодьям зарасти бурьяном.

## Физико-географическая характеристика
Хутор Малая Скатовка располагается на севере Саратовского района на границе с Татищевским районом Саратовской области, в 26 километрах от областного центра города Саратова, в 17 километрах до Саратовской кольцевой автодороги. Вблизи хутора располагается каскад из двух прудов. Осуществляется регулярное автобусное сообщение в город Саратов - маршрут №348. 
Климат
Климат в хуторе близок к умеренно-холодному климату. Количество осадков является значительным даже в засушливый месяц (согласно классификации климатов Кёппена — Dfa). Среднегодовая температура в Малой Скатовке — 6,4 °C. Самый сухой месяц — март с 24 мм осадков. В августе количество осадков достигает своего пика — в среднем 45 мм.
| Показатель                                 | Янв.  | Фев. | Март | Апр. | Май  | Июнь | Июль | Авг. | Сен. | Окт. | Нояб. | Дек. | Год |
| ------------------------------------------ | ----- | ---- | ---- | ---- | ---- | ---- | ---- | ---- | ---- | ---- | ----- | ---- | --- |
| Средняя температура, °C                    | −10,2 | −9,7 | −3,8 | 8,1  | 15,9 | 20,3 | 22,3 | 20,8 | 14,6 | 6,6  | −1,4  | −6,7 | 6,4 |
| Норма осадков, мм                          | 38    | 26   | 24   | 26   | 37   | 43   | 44   | 45   | 40   | 35   | 41    | 38   | 437 |
| Источник: Малая Скатовка (норма 1982-2012) |       |      |      |      |      |      |      |      |      |      |       |      |     |

Часовой пояс
Малая Скатовка, как и вся Саратовская область, находится в часовой зоне МСК+1. Смещение применяемого времени относительно UTC составляет +4:00.
Уличная сеть
В хуторе девять улицы: Центральная, Дорожная, Молодёжная, Крайняя, Садовая, Шумная, Кооперативная, Овражная, Строителей. Также к селу относятся пять территорий садово некоммерческого товарищества: Зелёный Огонёк, Аннушка, Заря-72, Ветеран-2, Энергия-3.

## Население
| 2002 | 2010 |
| ---- | ---- |
| 552  | ↗553 |

На 1 января 2020 года в хуторе проживало 573 человека.

## Инфраструктура
В хуторе работают:
- общеобразовательная школа, при ней в 2019 году создано дошкольное учреждение "Солнечный зайчик".
- дом культуры,
- библиотека,
- магазины,
- модульный фельдшерско-акушерский пункт был построен в рамках федеральной программы, осуществляет свою деятельность в настоящее время[9].

В окрестностях села расположены "Чистые пруды", где предлагаются услуги спортивной рыбалки и отдыха на природе.

## Фотогалерея

### Хутор на фотографиях
- Виды хутора
- Детский сад
- Магазин
- Фельдшерско-акушерский пункт
- Библиотека
- Детская площадка